# Cephalotes foliaceus
Espèce
Synonymes
Cephalotes foliaceus est une espèce de fourmis arboricoles de la sous-famille des Myrmicinae.

## Répartition
Cephalotes foliaceus se rencontre en Bolivie, en Colombie, au Panama et au Pérou.

## Classification
Le nom valide complet (avec auteur) de ce taxon est Cephalotes foliaceus (Emery, 1906).
L'espèce a été initialement classée dans le genre Crytocerus  sous le protonyme Cephalotes foliaceus Emery, 1906.
Cephalotes foliaceus a pour synonymes :
- Cephalotes foliaceus Emery, 1906
- Paracrytocerus foliaceus (Emery, 1906)
- Zacrytocerus foliaceus (Emery, 1906)